# Stormont, Dundas and Glengarry Highlanders
Les Stormont, Dundas and Glengarry Highlanders est un régiment d'infanterie de la Première réserve de l'Armée canadienne. Il fait partie du 33e Groupe-brigade du Canada au sein de la 4e Division du Canada et est basé à Cornwall en Ontario.
L'unité est créée en 1868 sous le nom de « 59th "Stormont and Glengarry Battalion of Infantry" ». Lors de la Seconde Guerre mondiale, le régiment prend part notamment au débarquement et à la bataille de Normandie en 1944.
En plus de sa propre histoire, le régiment perpétue l'héritage de six autres unités : le 1er Régiment, Dundas Militia (1812-1815), le 1er Régiment, Glengarry Militia (1812-1815), le 2e Régiment, Glengarry Militia (1812-1815), le 1er Régiment, Prescott Militia (1812-1815), le 1er Régiment, Stormont Militia (1812-1815) et le 154e Bataillon « outre-mer », CEC, le Corps expéditionnaire canadien

## Histoire
| Nom                                                                     | Date               |
| ----------------------------------------------------------------------- | ------------------ |
| 59th "Stormont and Glengarry Battalion of Infantry"                     | 3 juillet 1868     |
| 59th "Stormont" Battalion Infantry                                      | 22 juin 1883       |
| 59th Stormont and Glengarry Battalion of Infantry                       | 23 mars 1888       |
| 59th Stormont and Glengarry Regiment                                    | 8 mai 1900         |
| The Stormont and Glengarry Regiment                                     | 12 mars 1920       |
| The Stormont, Dundas and Glengarry Highlanders                          | 15 février 1922    |
| 2nd (Reserve) Battalion, The Stormont, Dundas and Glengarry Highlanders | 7 novembre 1940    |
| The Stormont, Dundas and Glengarry Highlanders                          | 24 mai 1946        |
| The Stormont, Dundas and Glengarry Highlanders (Machine Gun)            | 1er septembre 1954 |
| Stormont, Dundas and Glengarry Highlanders                              | 1er août 1959      |

### Origines et premiers conflits
L'unité a été créée le 3 juillet 1868 à Cornwall en Ontario sous le nom de « 59th "Stormont and Glengarry Battalion of Infantry" ». Le 24 mai 1970, ce bataillon d'infanterie est mobilisé dans la foulée des raids féniens et sert à la frontière au fleuve Saint-Laurent. Il est retiré du service actif le 1er juin 1870.
Le 22 juin 1883, il est renommé en « 59th "Stormont" Battalion Infantry » et, le 23 mars 1888, en « 59th Stormont and Glengarry Battalion of Infantry ». Le 8 mai 1900, le bataillon devint un régiment en adoptant le nom de « 59th Stormont and Glengarry Regiment ».
Lors de la Première Guerre mondiale, le régiment est mobilisé  pour le service actif, le 6 août 1914, afin de fournir de la protection locale.
Le 12 mars 1920, le régiment a été réorganisé en deux bataillons : le 1er Bataillon (154th Battalion, CEF) et le 2e Bataillon. Le 1er faisait partie de l'ordre de bataille de la Milice active non permanente , tandis que le 2e faisait partie de la Réserve. Il est alors renommé en « The Stormont and Glengarry Regiment ». Le 15 février 1922, il est à nouveau renommé pour devenir « The Stormont, Dundas and Glengarry Highlanders ». Le 14 décembre 1936, le bataillon de la Réserve est dissous et le régiment redevient ainsi une unité d'un seul bataillon.

### Seconde Guerre mondiale

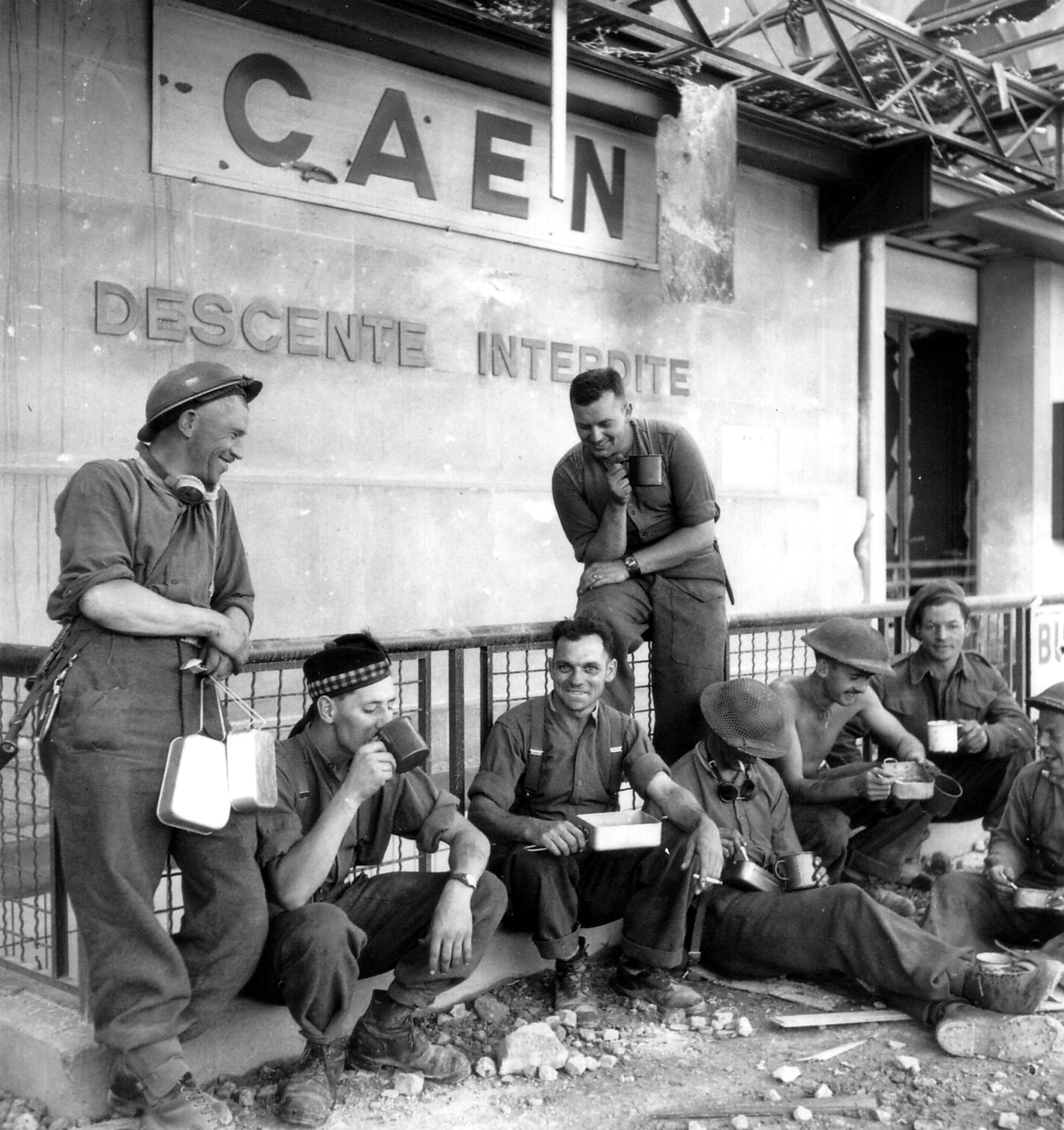
Des membres des Stormont, Dundas and Glengarry Highlanders à Caen en France en juillet 1944

Dans la foulée de la Seconde Guerre mondiale, le 26 août 1939, des détachements du régiment sont mobilisés pour le service actif afin de fournir de la protection locale. Ils sont dissous le 31 décembre 1940.
Le 24 mai 1940, le régiment mobilise un bataillon pour le service actif. Le 19 juillet 1941, celui-ci s’embarque pour la Grande-Bretagne. Le 6 juin 1944, il participe au débarquement de Normandie en France en tant que composante de la 9e Brigade d'infanterie canadienne au sein de la 3e Division d'infanterie canadienne. Il combat dans le Nord-Ouest de l'Europe jusqu'à la fin du conflit et prend part à la prise de Caen et aux opérations Atlantic, Spring et Totalize pour la prise de Falaise.  
Le 18 septembre 1944, les Canadiens, sous les ordres du major Jack Stothart, DSO, sont guidés par un citoyen de Boulogne-sur-Mer qui les conduit au cœur de la citadelle en empruntant un souterrain secret : sous l’effet de surprise, les 200 défenseurs se rendent,.
Ce bataillon est dissous le 15 janvier 1946.
Le 1er juin 1945, le régiment mobilise un bataillon afin de servir au sein des troupes d'occupation canadiennes en Allemagne. Celui-ci est dissous le 24 mai 1946.

## Honneurs de bataille

Drapeau consacré des Stormont, Dundas and Glengarry Highlanders

Les honneurs de bataille sont le droit donné par la Couronne au régiment d'apposer sur son drapeau consacré les noms des batailles ou des conflits dans lesquels il s'est illustré.
| Guerre de 1812                    | Guerre de 1812      |
| --------------------------------- | ------------------- |
| Défense du Canada - 1812-1815     | Crysler's Farm      |
| Niagara                           |                     |
| Première Guerre mondiale          |                     |
| Côte 70                           | Ypres, 1917         |
| Amiens                            | Arras, 1918         |
| Ligne Hindenburg                  | Poursuite vers Mons |
| Seconde Guerre mondiale           |                     |
| Débarquement en Normandie         | Caen                |
| L'Orne (Buron)                    | Crête de Bourguébus |
| Faubourg de Vaucelles             | Falaise             |
| La Laison                         | Chambois            |
| Boulogne, 1944                    | L'Escaut            |
| Savojaards Plaat                  | Poche de Breskens   |
| La Rhénanie                       | Plaines du Waal     |
| La Hochwald                       | Le Rhin             |
| Zutphen                           | Leer                |
| Nord-Ouest de l'Europe, 1944-1945 |                     |
| Guerre d'Afghanistan              |                     |
| Afghanistan                       |                     |

## Perpétuations
En plus de sa propre histoire, les Stormont, Dundas and Glengarry Highlanders perpétuent l'héritage de six autres unités :
- 1er Régiment, Dundas Militia (1812-1815)
- 1er Régiment, Glengarry Militia (1812-1815)
- 2e Régiment, Glengarry Militia (1812-1815)
- 1er Régiment, Prescott Militia (1812-1815)
- 1er Régiment, Stormont Militia (1812-1815)
- 154e Bataillon "outre-mer", CEC

### 154eBataillon, CEC
Lors de la Première Guerre mondiale, le 154e Bataillon du Corps expéditionnaire canadien (CEC) fut créé le 22 décembre 1915. Le 25 octobre 1916, il s'embarqua pour la Grande-Bretagne où il fournit des renforts aux troupes canadiennes au front. Le 31 janvier 1917, son personnel fut transféré au 6e Bataillon de réserve du Corps expéditionnaire canadien. Il fut dissous le 17 juillet 1917.

## Traditions et patrimoine

Drapeau de camp des Stormont, Dundas and Glengarry Highlanders

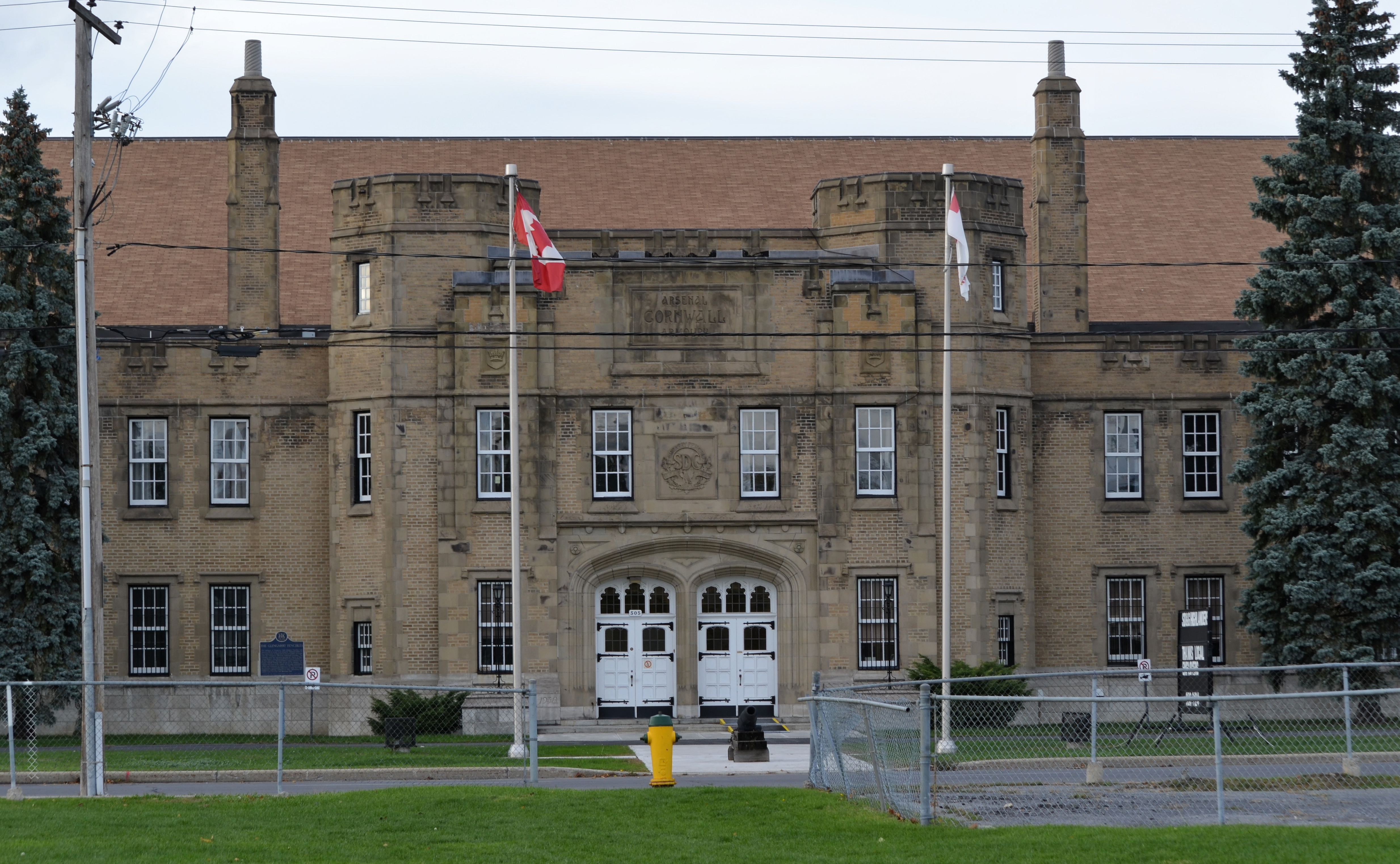
Le manège militaire de Cornwall

Les traditions et les symboles des Stormont, Dundas and Glengarry Highlanders sont les éléments essentiels à l'identité régimentaire. Le symbole le plus important est l'insigne du régiment qui est composé d'un tourteau de sinople chargé en pointe d'une feuille d'érable d'automne surchargée d'un corbeau perché sur un rocher et flanquée de chardons aux couleurs naturelles. Le tout est mouvant de broies d'or avec en chef les lettres « SDG » d'argent accompagnées en chef d'un listel d'or portant l'inscription « Glengarry Fencibles » et aux flancs deux listels semblables portant les inscriptions « Dileas » et « gu bas », sommé de la couronne royale aux couleurs naturelles et brochant sur un sautoir d'argent. « Dileas gu bas » est la devise du régiment qui signifie « Fidèle jusqu'à la mort » en gaélique écossais tandis que l'inscription « Glengarry Fencibles » fait référence aux Glengarry Light Infantry Fencibles qui ont servi lors de la guerre de 1812 dans la région où le régiment est stationné. « SDG » est l'abréviation du nom du régiment.
Un autre élément important de l'identité d'un régiment sont les marches régimentaires. La marche des Stormont, Dundas and Glengarry Highlanders est Bonnie Dundee (en). Les membres du régiment portent le tartan du clan MacDonnell de Glengarry.
Le régiment est stationné dans le manège militaire de Cornwall qui est un bâtiment désigné comme lieu patrimonial. Il a été construit en 1938 et 1939.